# جما کریون
جما کریون (انگلیسی: Gemma Craven؛ زادهٔ ۱ ژوئن ۱۹۵۰) خواننده، بازیگر و موسیقی‌دان اهل جمهوری ایرلند است. وی از سال ۱۹۷۲ میلادی تاکنون مشغول فعالیت بوده‌است.
از فیلم‌ها یا برنامه‌های تلویزیونی که وی در آن نقش داشته‌است می‌توان به خرده‌پولی از بهشت، رابین از شروود، آدمکشان میدسامر، واگنر، اسرار ادوین درود، درمانگاه و حفره اشاره کرد.